# Odpust

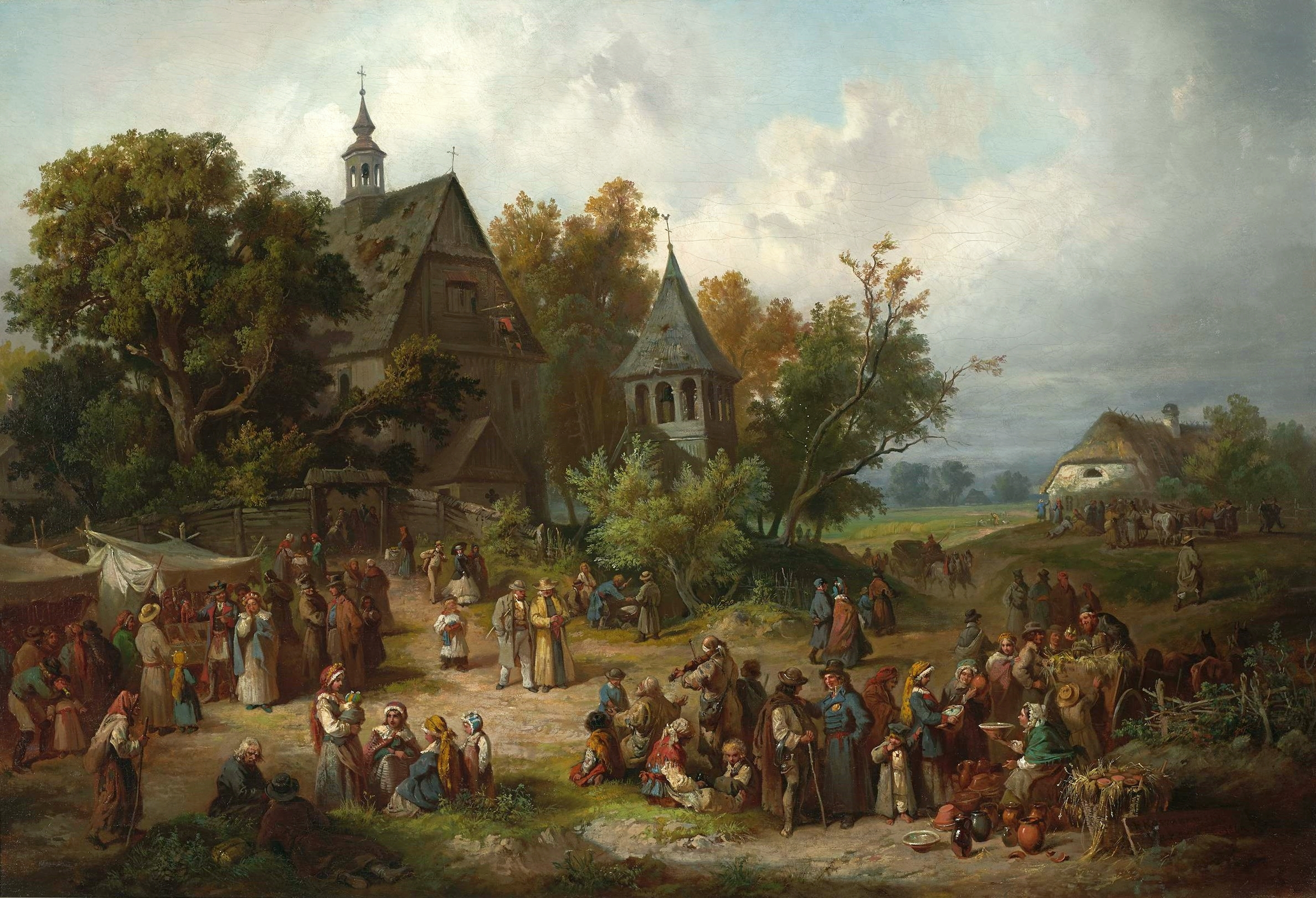
Odpust na wsi, Franciszek Kostrzewski 1866.

Odpust (łac. indulgentia) – w teologii katolickiej pojęcie oznaczające darowanie przez Boga kary doczesnej za grzechy, które zostały odpuszczone co do winy. Przebaczenie grzechów nie uwalnia od kary doczesnej na ziemi lub w czyśćcu. Przynosi je dopiero odpust, którego udziela Kościół. Można go uzyskać dla siebie lub zmarłego po spełnieniu określonych warunków. Odpust może być zupełny, jeśli jest darowaniem całej, przewidzianej przez Boga kary lub cząstkowy – jeśli jest tej kary zmniejszeniem. Odpust dotyczy wyłącznie chrześcijan. 
Pojęcie odpustu ściśle związane jest z pojęciami dotyczącymi prawa rządzenia w Kościele i związaną z tym „władzą kluczy” oraz z wiarą w wymianę darów pomiędzy żyjącymi i umarłymi, tzn. obcowanie świętych. W przeciwieństwie do sakramentów, które są łaską i wprowadzają w stan łaski uświęcającej, a także są niezależne od zasług, odpusty są skutkiem zadośćuczynienia.
Z powodu nadużyć, które miały miejsce w historii Kościoła, odpusty stały się jedną z przyczyn wystąpienia Marcina Lutra i reformacji.

## Historia doktryny

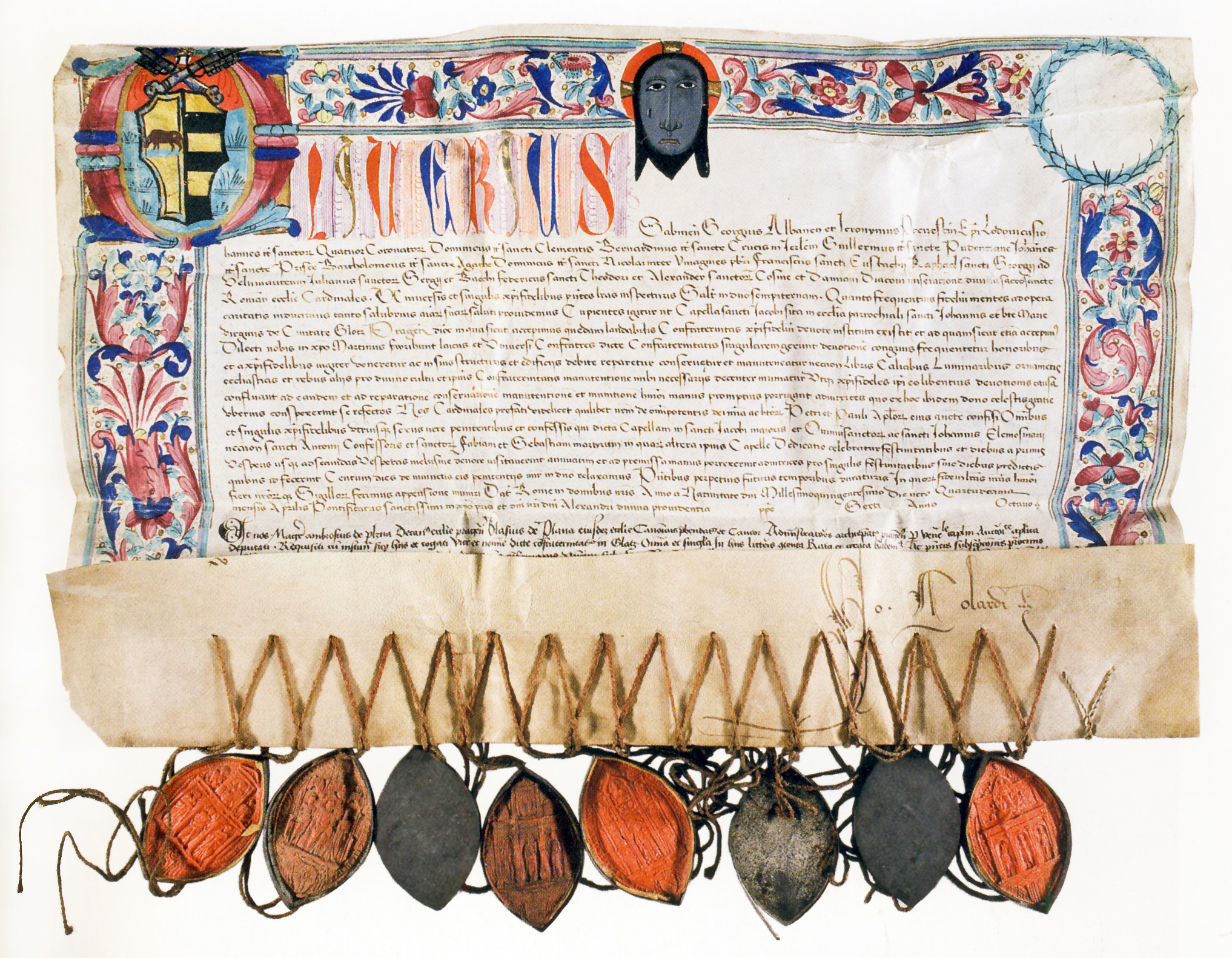
Dokument ustanawiający odpust dla wiernych, którzy odwiedzą kaplicę św. Jakuba w kłodzkim kościele parafialnym.

Pierwsze znane odpusty pochodzą z XI w.  W 1019 biskup Poncjusz z Arles udzielił odpustu wiernym przybywającym do opactwa w Montmajour. Odpustu dla uczestników wypraw krzyżowych udzielili papież Aleksander II ok. 1063 i Urban II w 1095. Jako pierwszy słowem odpust (z łac. indulgentia) posłużył się w pismach św. Bernard z Clairvaux. Wcześniej pojęcie odpustu znane było pod innymi nazwami, jak absolutio, relaxatio, condonatio, remissio oraz venia.
W 1216 papież Honoriusz III zatwierdził odpust Porcjunkuli.
Pierwszego odpustu jubileuszowego udzielił papież Bonifacy VIII. Ogłosił on w 1300 pierwszy Rok Jubileuszowy. Na mocy bulli Atiquorum habet papież udzielił odpustu wiernym, którzy pobożnie nawiedzili główne bazyliki Rzymu. Pierwszy rok jubileuszowy spełnił oczekiwania duszpasterskie i w związku z tym Klemens VI ogłosił rok 1350 kolejnym jubileuszem. Z tego powodu wydał w 1343 bullę Unigenitus Dei Filius. Bulla ta była nie tylko ogłoszeniem jubileuszu, ale również pierwszym wykładem teologicznym dotyczącym odpustów. Od tamtej pory lata jubileuszowe i odpusty z nimi związane obchodzone są w Kościele regularnie.
Kolejnymi zachowanymi dokumentami dotyczącymi odpustów są akta procesowe zwolenników Jana Wiklefa i Jana Husa z okresu Soboru w Konstancji (1414–1418). Wśród pytań, które stawiano oskarżonym o herezję były również te, które dotyczyły prawa papieża do udzielania odpustu oraz możliwości skorzystania z odpustu w ogóle.
Na początku XVI wieku arcybiskupem Magdeburga był Albrecht Brandenburski. Biskup ten zaczął gromadzić majątek i przywłaszczać beneficja w sposób sprzeczny z zasadami. Współpracował z nim ściśle dominikanin Jan Tetzel, który upraszczając doktrynę i działając jako wędrowny kaznodzieja, opracował sposób na gromadzenie zysków przez handel „listami odpustowymi”, które nie tylko miały być dowodem odpuszczenia kar doczesnych, ale miały być również gwarancją zbawienia. Takie postępowanie wzbudziło powszechny niesmak i zgorszenie wśród duchownych. 31 października 1517 augustianin Marcin Luter wywiesił na drzwiach kościoła w Wittenberdze 95 tez przeciw „handlowi odpustami”. Dzięki wynalazkowi druku tezy szybko rozpowszechniły się w Rzeszy.
W następstwie tych wydarzeń w 1518 papież Leon X wydał bullę Cum postquam, która przypominała właściwą naukę o odpustach. Pisał w niej:

Biskup Rzymu, następca Piotra klucznika i namiestnik Jezusa na ziemi, mocą władzy kluczy otwierających królestwo niebieskie, usuwa u wiernych to, co stanowi przeszkodę w dostępie do Chrystusa, mianowicie winę i karę należną za grzechy uczynkowe; winę – za pośrednictwem sakramentu pokuty, karę zaś doczesną należną za grzechy według sprawiedliwości Boskiej – za pośrednictwem odpustu Kościoła. (...) Kiedy na mocy swej władzy apostolskiej udziela odpustu tak dla żywych, jak i dla umarłych, wówczas rozdziela ze skarbca zasług Jezusa Chrystusa i Świętych. (...) Postanawiamy władzą apostolską i mocą obecnego pisma, że tak powinni wszyscy utrzymywać i głosić pod karą wyłączenia ze społeczności wiernych.

Bulla ta została szybko zakwestionowana. Miała bowiem charakter listu prywatnego do ówczesnego legata papieskiego w Niemczech, kardynała Kajetana de Vio. Zabrakło w niej wyraźnego zaprzeczenia nauczaniu Tetzla, nadto papież nie wyraził w niej jasno, że jest to nauczanie ex cathedra. Jesienią 1518, po nieudanych spotkaniach de Vio i Lutra, ten drugi wystąpił z Kościoła. Dopiero 30 czerwca 1519 w tzw. Liście do Szwajcarów Leon X wyjaśniał, iż miał zamiar podać naukę zawartą w bulli jako obowiązującą.
Pod wpływem uniwersytetów w Kolonii i Louvanium Leon X wydał w 1520 kolejną bullę – Exsurge Domine. Bulla ta uznawała za nieprawowierne 41 zdań Lutra i wzywała go do ich odwołania w ciągu 60 dni. Wśród tych zdań sześć dotyczyło odpustów.
W 1545 zwołany został Sobór Trydencki, który był reakcją Kościoła na reformację. 27 listopada 1563 papież Pius IV, który spodziewał się rychłego nadejścia swojej śmierci, w liście do kardynała Karola Boromeusza prosił o szybkie zakończenie obrad. W nocy z 3 na 4 grudnia zredagowano Dekret o odpustach, który o świcie został przyjęty przez ojców soborowych. Był to jeden z ostatnich dekretów soboru i ograniczał się do zdefiniowania podstaw nauki o odpustach, czyli prawa Kościoła do dysponowania nimi oraz do rzeczywistego pożytku dla korzystających z nich.
Papież Paweł VI wydał w 1967 konstytucję apostolską Indulgentiarum doctrina, w następnym roku uzupełniony przez zawierający szczegółowy wykaz odpustów Enchiridion Indulgentiarum. Zniesiono miary czasu odpustów cząstkowych: „Co do odpustu cząstkowego pominięto dawne określenie dni i lat, a wyszukano nową formę czyli miarę, wedle której bierze się pod uwagę samą czynność wiernego, spełniającego dzieło ubogacone odpustem.” Uzasadnieniem jest fakt, iż czas jest właściwością rzeczywistości ziemskiej i trudno o nim mówić w przypadku czyśćca. Konstytucja mówi natomiast o wielkości odpustu cząstkowego, „tym większej, im większa jest miłość działającego i wartość dzieła.”
Konstytucja zasugerowała także zmniejszenie liczby odpustów zupełnych, po to, by bardziej docenić ich wartość. Zniesiono także zasadę toties quoties, czyli możliwość uzyskiwania wielokrotnie w ciągu dnia łaski odpustu przy ponownym spełnieniu warunków. Paweł VI zostawił jeden wyjątek: drugi odpust zupełny można zyskać tego samego dnia w godzinie śmierci.

## Pojęcie współczesne

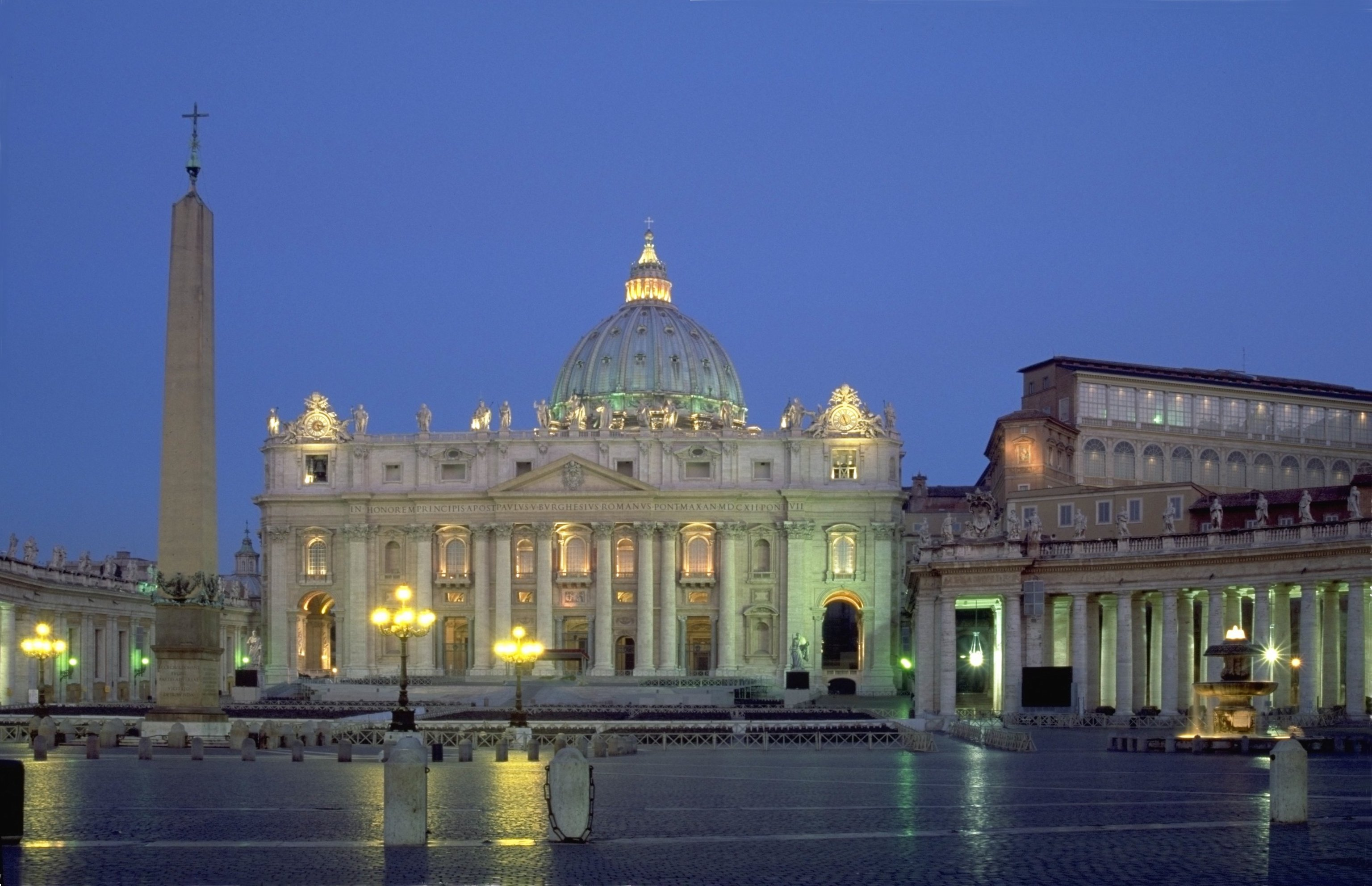
Bazylika św. Piotra w Rzymie – miejsce, w którym można uzyskać odpust.

Podstawowe zasady dotyczące uzyskiwania odpustów zawarte są w prawie kanonicznym. Nad właściwym sprawowaniem odpustów czuwa w Kościele trybunał Penitencjarii Apostolskiej, który publikuje również Enchiridion Indulgentiarum, będący swoistym katalogiem odpustów. Pierwszy wykaz odpustów zupełnych został przygotowany przez Penitencjarię Apostolską i zatwierdzony dekretem papieża Pawła VI w dniu 29 czerwca 1968 roku. Ostatnie, czwarte wydanie Enchiridionu ukazało się 16 lipca 1999 i związane było z Wielkim Jubileuszem Roku 2000.
Jedynym dysponentem odpustów w Kościele jest papież. Tylko on może określać warunki jego uzyskania, lub delegować swą władzę w tej materii innym. Delegacja ta nie może być przekazywana dalej, chyba że ze zgodą papieża.
Każdy wierny może zyskiwać odpusty czy to cząstkowe, czy zupełne albo dla siebie, albo ofiarowywać za zmarłych na sposób wstawiennictwa. Nie można uzyskać odpustu dla innego żyjącego. Odpust zupełny można uzyskać tylko jeden raz w ciągu dnia (wyjątek stanowi chwila śmierci, w której to można uzyskać odpust zupełny, chociażby tego dnia wierny uzyskał już wcześniej inny), natomiast odpust cząstkowy można uzyskać kilka razy dziennie.

## Warunki uzyskania odpustów
Warunkami koniecznymi i wspólnymi dla wszystkich odpustów są:
1. bycie ochrzczonym
2. bycie w stanie łaski uświęcającej
3. bycie wolnym od ekskomuniki
4. posiadanie przynajmniej ogólnej intencji zyskania odpustu oraz wypełnienie w określonym czasie i we właściwy sposób nakazane czynności, zgodnie z brzmieniem udzielenia danego odpustu.

Do uzyskania odpustu zupełnego wymaga się:
1. wykluczenie wszelkiego przywiązania do jakiegokolwiek grzechu, nawet powszedniego (lekkiego)
2. wykonanie czynności związanej z odpustem
3. przyjęcie komunii eucharystycznej, a co za tym idzie, bycie w stanie łaski uświęcającej
4. modlitwa w intencjach papieskich (np. Ojcze nasz i Zdrowaś Maryjo[22])
5. spowiedź sakramentalna (nie musi mieć miejsca w tym samym dniu co czynność odpustowa)[28]. Po jednej spowiedzi można uzyskać kilka odpustów zupełnych, jednak w jednym dniu można uzyskać tylko jeden odpust zupełny[29].

Trzy ostatnie warunki (spowiedź, komunia, modlitwa) można wypełnić na wiele dni przed lub po wykonaniu przepisanej czynności. Wypada jednak, by Komunia św. i modlitwa w intencjach papieskich miały miejsce w tym dniu, w którym wykonuje się wspomnianą czynność związaną z odpustem.
W przypadku odpustu cząstkowego wymagane jest jedynie wykonanie czynności i przynajmniej skrucha serca.

## Lista czynności związanych z odpustem

### Odpusty zupełne

#### Odpusty zupełne, które można uzyskać każdego dnia[33][34]
- odprawienie adoracji Najświętszego Sakramentu przez pół godziny. Natomiast za nawiedzenie Najświętszego Sakramentu – odpust cząstkowy
- pobożne czytanie Pisma Świętego (według tekstu zatwierdzonego przez władzę kościelną) przez pół godziny z należytym szacunkiem dla Słowa Bożego i traktowanie tej czynności jako czytanie duchowe. Za czytanie pod tymi samymi warunkami, ale krótszy czas – odpust cząstkowy. W przypadku osób, które nie mogą czytać osobiście Pisma Świętego do uzyskania odpustu zupełnego wystarczy, gdy będą słuchać czytającego (także np. z wykorzystaniem środków audiowizualnych)[35]
- odprawienie Drogi Krzyżowej pod następującymi warunkami:
  - trzeba ją odprawiać w miejscu, gdzie jest prawnie założona Droga Krzyżowa (zatwierdzona przez władzę kościelną)
  - rozmyślać Mękę Pana Jezusa (nie jest konieczne, by treścią rozmyślania były poszczególne stacje)
  - trzeba przechodzić z jednej stacji do drugiej. Jeśli Drogę Krzyżową odprawia się publicznie i trudno jest wszystkim przechodzić ze stacji do stacji – wystarczy jak czyni to przewodniczący tego nabożeństwa, a inni wierni pozostają na swoich miejscach
  - jeżeli ktoś z ważnej przeszkody (np. podróży, choroby, zamknięcia kościoła) nie może odprawić Drogi Krzyżowej wg podanych wyżej warunków – uzyskuje odpust zupełny jeśli przynajmniej przez piętnaście minut odda się pobożnemu czytaniu oraz rozważaniu Męki i Śmierci Pana Jezusa.

- odmówienie jednej części różańca (czyli 5 dziesiątków) w kościele, w publicznej kaplicy, w rodzinie, w społeczności zakonnej, w stowarzyszeniu publicznym pod następującymi warunkami:
  - trzeba odmówić 5 dziesiątków bez przerwy
  - do modlitwy ustnej dodać trzeba rozmyślania tajemnic różańcowych
  - przy publicznym rozważaniu Różańca trzeba zapowiadać odmawiane tajemnice, według przyjętego zwyczaju. W przypadku prywatnego odmawiania wystarczy modlitwa ustna wraz z rozważaniem tajemnic pod warunkiem, że odbywa się ono w kościele lub kaplicy publicznej
  - odpust zupełny uzyskać można również za pobożny udział w modlitwie różańcowej prowadzonej przez papieża, która transmitowana jest za pomocą radia lub telewizji.
- odmówienie Koronki do Miłosierdzia Bożego przed Najświętszym Sakramentem wystawionym do adoracji lub przechowywanym w tabernakulum (odpust ten obowiązuje na terenie Polski). W przypadku osób, które nie mogą udać się do kościoła lub kaplicy, np. z powodu choroby, „ ale odmówią Koronkę do Miłosierdzia Bożego z ufnością i z pragnieniem miłosierdzia dla siebie oraz gotowością okazania go innym, to pod zwykłymi warunkami również zyskują odpust zupełny, z zachowaniem przepisów co do «mających przeszkodę»”[36][37].

#### Odpusty zupełne, które można uzyskać w wyznaczone dni
Niektóre odpusty zupełne można uzyskać w wyznaczone dni:
- za pobożne, publiczne odmówienie hymnu „Veni Creator” w dniu 1 stycznia i w uroczystość Zesłania Ducha Świętego (odpust cząstkowy za odmówienie tego hymnu w inny dzień)
- za pobożne odmówienie po przyjęciu komunii świętej modlitwy „Oto ja” przed obrazem Pana Jezusa Ukrzyżowanego w każdy piątek Wielkiego Postu (za odmówienie tej modlitwy w inne dni roku na podobnych warunkach – odpust cząstkowy)
- za pobożne uczestnictwo w nabożeństwie Gorzkich Żali jeden raz w tygodniu Wielkiego Postu (odpust ten obowiązuje na terenie Polski)[40]
- za pobożne uroczyste odmówienie „Przed tak Wielkim Sakramentem” w trakcie liturgii Wieczerzy Pańskiej po Mszy świętej w Wielki Czwartek i w uroczystość Bożego Ciała (to samo w innych okolicznościach – odpust cząstkowy)
- za pobożny udział w liturgii Wielkiego Piątku i ucałowanie krzyża w czasie Adoracji Krzyża
- za odmówienie w jakiejkolwiek używanej (zatwierdzonej przez Kościół) formie przyrzeczeń Chrztu Świętego
  - w czasie nabożeństwa w wigilię Wielkanocy (liturgii Wigilii Paschalnej)
  - w rocznice swojego chrztu (w inne dni – odpust cząstkowy)
- za pobożny udział w uroczystej procesji eucharystycznej (w kościele lub poza nim), przede wszystkim w uroczystość Bożego Ciała
- za pobożne, publiczne odmawianie aktu wynagrodzenia Najświętszemu Sercu Jezusowemu „O Jezu Najsłodszy” w Uroczystość Najświętszego Serca Pana Jezusa (w inne dni – cząstkowy)
- za pobożne używanie przedmiotu kultu religijnego (krzyża, krucyfiksu, medalika, różańca, szkaplerza) poświęconego przez papieża lub biskupa, oprócz odpustów cząstkowych można uzyskać odpust zupełny w dniu Uroczystości Świętych Apostołów Piotra i Pawła, gdy ponadto odmówi wyznanie wiary w jakiejkolwiek zatwierdzonej formule (np. „Wierzę w Boga”)
- za pobożne nawiedzenie cmentarza i równoczesne modlenie się za zmarłych choćby tylko w myśli, w dniach 1–8 listopada, zyskać można codziennie odpust zupełny, który można ofiarować jedynie za zmarłych. Za nawiedzenie cmentarza w inne dni również połączone z modlitwą za zmarłych – odpust cząstkowy, który można ofiarować jedynie za zmarłych
- za pobożne odwiedzenie kościoła lub kaplicy w Dniu Zadusznym (2 listopada) można uzyskać odpust zupełny, który można ofiarować jedynie za zmarłych. Przy nawiedzeniu kościoła lub kaplicy trzeba odmówić „Ojcze nasz” i „Wierzę w Boga”
- za pobożne odmówienie aktu oddania się rodzaju ludzkiego Jezusowi Chrystusowi w Uroczystość Chrystusa Króla (w inne dni – cząstkowy)
- za publiczne odmówienie hymnu „Ciebie Boga wysławiamy” i za podziękowanie Panu Bogu za łaski w ostatni dzień roku (za podziękowanie, choćby prywatnie, w inne dni roku – cząstkowy); w warunkach Górnego Śląska, z uwagi na niepamiętny zwyczaj, odpust zupełny przysługuje za odśpiewanie hymnu „Ciebie, Boże wielbimy”, pod warunkiem odśpiewania wszystkich 9 zwrotek[41]
- za przyjęcie pierwszej Komunii Świętej, albo za udział w pobożnych ceremoniach pierwszej Komunii Świętej
- „członkowie rodziny, która pierwszy raz poświęca się podczas specjalnego obrzędu z udziałem kapłana lub diakona Najświętszemu Sercu Pana Jezusa albo Świętej Rodzinie Jezusa, Maryi i Józefa, jeśli odmawiają modlitwę z tekstu zaaprobowanego, przed obrazem Najświętszego Serca Pana Jezusa lub Świętej Rodziny”[42]
- odpustu zupełnego może dostąpić kapłan, który odprawia pierwszą Mszę (Msza święta prymicyjna) oraz wierni którzy w niej uczestniczą
- w dniu jubileuszu 25-, 50-, 60-lecia święceń kapłańskich może dostąpić opustu zupełnego kapłan, gdy odnowi wobec Boga „postanowienia wiernego wypełniania obowiązków swojego powołania”[43] i wierni, gdy uczestniczą we mszy celebrowanej przez jubilata
- w dniu jubileuszu 25-, 40-, 50-lecia święceń biskupich może dostąpić opustu zupełnego biskup, gdy odnowi wobec Boga „postanowienia wiernego wypełniania obowiązków swojego stanu”[44] i wierni, gdy uczestniczą we mszy celebrowanej przez jubilata
- za udział z pobudek religijnych w uroczystym nabożeństwie eucharystyczny, odbywanym na zakończenie Kongresu Eucharystycznego
- za udział w ćwiczeniach duchowych (np. odprawienie rekolekcji) przynajmniej przez 3 pełne dni
- za „pobożny udział w nabożeństwie liturgicznym w dniu powszechnie przeznaczonym w jakimś dobrym celu religijnym (np. w tygodniu modlitw i jedność chrześcijan, w tygodniu misyjnym, w dniu modlitw o powołania kapłańskie, w dniu chorych, w dniu modlitw za młodzież)”[42] (odmówienie tylko modlitwy w tym dniu – cząstkowy)
- za „udział w niektórych obrzędach dopełnianych w tygodniu modlitw o jedność chrześcijaństwa oraz w modlitewnym zakończeniu tego tygodnia”[45] (pobożne odmówienie modlitwy w tym celu – cząstkowy)
- za udział w uroczystościach zakończenia misji ludowych, o ile wierny wysłuchał w czasie misji kilku nauk[46]
- za pobożne przyjęcie błogosławieństwa papieskiego, którego udziela papież „Urbi et Orbi” – nawet przez radio czy telewizję. Odpust można również uzyskać za przyjęcie błogosławieństwa papieskiego, którego udziela biskup (także przez telewizję czy radio)
- za pobożne nawiedzenie jednej z czterech bazylik patriarchalnych w Rzymie oraz odmówienie w niej modlitw „Ojcze nasz” i „Wierzę w Boga”. Odpust ten można uzyskać, gdy pielgrzymuje się razem ze wspólnotą. W przypadku pielgrzymki indywidualnej dodatkowo powinna być ona „połączona ze wzbudzeniem aktu synowskiego poddania papieżowi”[47]. Odpust w obu przypadkach można uzyskać:
  - w uroczystość patrona bazyliki
  - w każde święto nakazane
  - raz w roku w jakiś inny dzień wybrany przez wiernego
- za nawiedzenie i pobożny udział w nabożeństwie (w modlitwach porannych lub wieczornych) w kościele stacyjnym w Rzymie
- za pobożne nawiedzenie kościoła katedralnego lub konkatedralnego (nawet jeśli nie był on świątynią parafialną) oraz odmówienie w nim modlitw „Ojcze nasz” i „Wierzę w Boga”:
  - w dniu tytułu
  - w dniu 29 czerwca (uroczystość Świętych Apostołów Piotra i Pawła)
  - w dniu sprawowania liturgii w katedrze św. Piotra
  - w dniu poświęcenia arcybazyliki Najświętszego Zbawiciela;
  - w dniu 2 sierpnia (odpust Porcjunkuli)
- za nawiedzenie bazyliki mniejszej oraz odmówienie w niej modlitw „Ojcze nasz” i „Wierzę w Boga”:
  - w dniu tytułu
  - w dniu 29 czerwca (uroczystość Świętych Apostołów Piotra i Pawła)
  - w dniu 2 sierpnia (odpust Porcjunkuli)
  - raz w roku w jakiś inny dzień wybrany przez wiernego[35]
- za nawiedzenie sanktuarium międzynarodowego, krajowego lub diecezjalnego, które zostało ustanowione przez kompetentną władzę oraz odmówienie w tym miejscu modlitw „Ojcze nasz” i „Wierzę w Boga”:
  - w dniu uroczystości tego sanktuarium
  - w dniu zbiorowej pielgrzymki
  - raz w roku w jakiś inny dzień wybrany przez wiernego
- za udział w nabożeństwie w czasie pasterskiej wizytacji (kanoniczna wizytacja biskupia)
- za nawiedzenie kościoła lub ołtarza w dniu jego konsekracji oraz odmówienie w nim modlitw „Ojcze nasz” i „Wierzę w Boga”
- za jednorazowe nawiedzenie kościoła w którym odbywa się synod diecezjalny oraz odmówienie tam modlitw „Ojcze nasz” i „Wierzę w Boga”
- za nawiedzenie kościoła parafialnego w dniu święta tytularnego (święto tytułu) i w dniu 2 sierpnia (Matki Bożej Anielskiej) – odpust Porcjunkuli oraz odmówienie w nim modlitw „Ojcze nasz” i „Wierzę w Boga”
- za pobożne nawiedzenie kościoła lub kaplicy zakonnej w dniu święta Założyciela zakonu oraz odmówienie w nim modlitw „Ojcze nasz” i „Wierzę w Boga”
- jeżeli nie ma kapłana, który udzieliłby umierającemu sakramentów i odpustu zupełnego, Kościół udzieli mu odpustu zupełnego w momencie śmierci byleby za życia miał zwyczaj odmawiania jakichkolwiek modlitw. Odpust ten uzyskać może wierny w godzinie śmierci, który jest odpowiednio dysponowany („stan łaski uświęcającej i wolność od przywiązania do jakiegokolwiek grzechu, nawet lekkiego”[48]). Do uzyskania tego odpustu chwalebną jest rzeczą posługiwanie się krzyżem lub krucyfiksem.

W przypadku prawnego przeniesienia święta albo jego zewnętrznej uroczystości na inny dzień, odpust zupełny związany z tym świętem również przenosi się na ten termin.
Odpust zupełny związany z nawiedzeniem kościoła lub kaplicy można uzyskać w wyznaczonym dniu oraz w dniu go poprzedzającym od południa.

### Odpusty cząstkowe
Część czynności lub modlitw związanych z odpustami cząstkowymi przedstawiono powyżej wraz z odpustami zupełnymi. Oprócz nich do czynności związanych z odpustem cząstkowym należą m.in.:
- nauczanie bądź uczenie się prawd wiary katolickiej
- nawiedzenie Najświętszego Sakramentu:
  - w celu adoracji
  - połączone z odmówieniem hymnu Zbliżam się w pokorze lub odmówieniem modlitwy: O Święta Uczto, na której przyjmujemy Chrystusa, odnawiamy pamięć Jego Męki, duszę napełniamy łaską i otrzymujemy zadatek przyszłej chwały lub odmówieniem pieśni Przed tak wielkim Sakramentem wraz z wersetem, a także odpowiednią modlitwą
- pobożne odmówienie kantyku Magnificat (Wielbi dusza moja Pana)
- pobożne odmówienie modlitwy Anioł Pański (w okresie wielkanocnym odmówienie modlitwy „Królowo nieba wesel się. Alleluja. Bo ten, któregoś nosiła. Alleluja. Zmartwychwstał, jak powiedział. Alleluja. Błagaj za nami Boga. Alleluja. Raduj się i wesel Panno Maryjo. Alleluja. Bo zmartwychwstał Pan prawdziwie. Alleluja. Módlmy się: Boże, Ty przez zmartwychwstanie Twojego Syna, naszego Pana, Jezusa Chrystusa, przywróciłeś radość światu, spraw, abyśmy przez Jego Matkę Dziewicę Maryję osiągnęli szczęście życia wiecznego. Przez Chrystusa, Pana naszego. Amen”)
- odmówienie modlitwy:
  - „Maryjo, Matko łaski, Matko Miłosierdzia, broń mnie od wroga i przyjmij w godzinę śmierci”
  - „Pomnij, o Najświętsza Panno Maryjo, że nigdy nie słyszano, abyś opuściła tego, kto się do Ciebie ucieka, Twej pomocy przyzywa, Ciebie o przyczynę prosi. Tą ufnością ożywiony, do Ciebie, o Panno nad pannami i Matko biegnę, do Ciebie przychodzę, przed Tobą jako grzesznik płaczący staję. O Matko Słowa, racz nie gardzić słowami moimi, ale usłysz je łaskawie i wysłuchaj. Amen”
  - „Witaj Królowo, Matko miłosierdzia, życie słodyczy i nadziejo nasza witaj. Do Ciebie wołamy, wygnańcy, synowie Ewy, do Ciebie wzdychamy jęcząc i płacząc na tym łez padole. Przeto, Orędowniczko nasza, one miłosierne oczy Twoje na nas zwróć, a Jezusa, błogosławiony owoc żywota Twojego, po tym wygnaniu nam okaż. O łaskawa, o litościwa, o słodka Panno Maryjo!”
  - „Święta Maryjo, przybądź z pomocą biednym, wspomóż słabych, pociesz płaczących, módl się za ludem, proś za duchowieństwem, wstawiaj się za niewiastami pobożnymi. Niech doświadczą pomocy wszyscy, którzy Cię ze czcią wspominają”
  - Pod Twoją obronę
- pobożne wezwanie swego Anioła Stróża, posługując się zatwierdzoną modlitwą (np. Aniele Boży)
- odmówienie modlitwy „Do Ciebie, św. Józefie”
- odmówienie modlitwy „Święci apostołowie Piotrze i Pawle, przyczyńcie się za nami. Ochraniaj Panie swój lud ufający opiece Twoich apostołów Piotra i Pawła oraz strzeż go nieustanną opieką. Przez Chrystusa Pana naszego. Amen”
- odmówienie litanii, której tekst został zatwierdzony przez władzę kościelną (np. Litania do Najświętszego Serca Pana Jezusa)
- pobożne odmówienie zaaprobowanej przez Kościół modlitwy o jedność chrześcijaństwa
- odnowienie przyrzeczenia chrzcielnego, posługując się jakąkolwiek formułą
- pobożne używanie przedmiotu kultu religijnego (krzyża, krucyfiksu, medalika, różańca, szkaplerza) poświęconego przez diakona lub prezbitera
- słuchanie Słowa Bożego głoszonego np. podczas kazania czy homilii w sposób pobożny i uważny
- rachunek sumienia (przede wszystkim przed przystąpieniem do sakramentu pokuty i pojednania), a także wzbudzenie aktu żalu (doskonałego lub niedoskonałego) posługując się np. spowiedzią powszechną (Spowiadam się Bogu wszechmogącemu), psalmem 130, psalmem 51
- pobożne odwiedzenie starożytnego cmentarza chrześcijańskiego (katakumby)
- w rocznicę poświęcenia się rodziny Świętej Rodzinie Jezusowi, Maryi i Józefowi lub Najświętszemu Sercu Pana Jezusa uzyskują odpust członkowie tej rodziny.
- dla dusz cierpiących w czyśćcu odpust cząstkowy można uzyskać za:
  - pobożne odmówienie pochodzących z Liturgii Godzin jutrzni lub nieszporów
  - odmówienie modlitwy „Wieczny odpoczynek racz im dać Panie, a światłość wiekuista niechaj im świeci. Niech odpoczywają w pokoju wiecznym”.